# Dioscorea tubiperianthia
Dioscorea tubiperianthia är en enhjärtbladig växtart som beskrevs av Eizi Matuda. Dioscorea tubiperianthia ingår i släktet Dioscorea och familjen Dioscoreaceae. Inga underarter finns listade i Catalogue of Life.